# Ясенец (гмина)
Ясенец (пол. Jasieniec) — сельская гмина (волость) в Польше, входит как административная единица в Груецкий повет, Мазовецкое воеводство. Население — 5353 человека (на 2004 год).

## Демография
| Перепись                       | Всего   | Всего | Женщины | Женщины | Мужчины | Мужчины |
| ------------------------------ | ------- | ----- | ------- | ------- | ------- | ------- |
| Единицы                        | человек | %     | человек | %       | человек | %       |
| Население                      | 5353    | 100   | 2653    | 49,6    | 2700    | 50,4    |
| Плотность населения (чел./км²) | 49,6    | 49,6  | 24,6    | 24,6    | 25      | 25      |

## Сельские округа
1. Альфонсово
2. Боглевице
3. Брониславув
4. Чахув
5. Францишкув
6. Гнеевице
7. Голембюв
8. Госневице
9. Игнацув
10. Ясенец
11. Козегловы
12. Курчова-Весь
13. Лежне
14. Лыховска-Воля
15. Лыхув
16. Медзехув
17. Новы-Медзехув
18. Ольшаны
19. Ожехово
20. Осины
21. Пшидружек
22. Рышки
23. Рытомочидла
24. Стефанкув
25. Туровице
26. Туровице-Колёня
27. Творки
28. Варпенсы
29. Вежховина
30. Воля-Боглевска
31. Зброша-Дужа

## Соседние гмины
1. Гмина Бельск-Дужы
2. Гмина Хынув
3. Гмина Гощын
4. Гмина Груец
5. Гмина Промна
6. Гмина Варка